# الموقر (اردن)
الموقر (به عربی: الموقر) یک منطقهٔ مسکونی در اردن است که در امان واقع شده‌است.